# Rákóczi-család
A Rákóczi-család az 1300-as években a Bogát-Radvány nemzetségből eredő középnemes, később uralkodó család, neve Rákóc településre utal. Országos jelentőségre csak az 1600-as évekre emelkedett, majd másfél százados történelmi szereplése után II. Rákóczi Ferenc halálával leáldozott.
A család címere: vörös mezőben hármas zöld halomból növő, arany keréken álló, arannyal áttört, kiterjesztett szárnyú fekete sas, amely fölemelt jobbjában arany markolatú szablyát tart. Jelmondata: Si Deus pro nobis, quis contra nos („Ha Isten velünk, ki ellenünk?”).

## A család jelentősebb tagjai
- I. Rákóczi Ferenc (1645–1676) erdélyi fejedelem
- II. Rákóczi Ferenc (1676–1735) erdélyi fejedelem
- I. Rákóczi György (1593–1648) erdélyi fejedelem
- II. Rákóczi György (1621–1660) erdélyi fejedelem
- Rákóczi Zsigmond (1544–1608) erdélyi fejedelem

## Jelentős történések a Rákóczi családban
Férfiágon 1756 júniusa második felében, leányágon 1780. július 8-án halt ki.
Az ősi rákóci birtokon a középnemesi ág a fejedelmi ággal körülbelül egy időben, 1754-ben halt ki Rákóczi Andrással.
A másik ág az 1517-ben megszerzett Felsővadász Abaúj vármegyei községről felsővadászi előnévvel élt; ezen ágból Rákóczi Zsigmond és Ferenc 1588, Rákóczi Lajos 1607-ben bárói, Rákóczi Pál országbíró grófi rangot kapott.
I. Rákóczi György fejedelem 1645. december 16-án a linzi béke értelmében megkapta a római birodalmi hercegi/fejedelmi címet (princeps), II. Rákóczi György pedig 1654. június 23-án, Varsóban megszerezte a lengyel állampolgárságot.
I. Rákóczi Ferenc választott erdélyi fejedelem a birodalmi hercegi cím mellett 1664. szeptember 14-én Ebersdorf örökös magyar grófságot és 1666. július 30-án a Sáros vármegyei örökös főispánságot kapta, száműzetése alatt, Franciaországban a Sárosi gróf címet viselte.
A legjelentősebb Rákóczi-hagyaték az Erdődy családhoz került, amikor Erdődy II. György László a Rákócziak egyetlen örökösét, Rákóczi Erzsébetet feleségül vette.

## Bogát-Radvány nemzetség
A Bogátradvány nemzetség azok közé tartozik, amelyek nem ősi foglalás, hanem királyi adományozás útján jutottak birtokaikhoz. Kézai Simon Csehországra teszi az eredetüket.
A nemzetség tagjai a tatárjárás előtt már birtokosok voltak Lazony, Lúcz és Berettő helységekben. A nemzetségből ismert volt ekkor Csepán fia Csíz (1227–1252), Bogát fia István és fivére Phylke (Filke), Csele fia Szécs és Pongrác, Ipolt fia István, Mog fia Sándor.
A tatárjárás után a nemzetséghez tartozó birtok volt Csíz, Mérk, Sóskút, Körtvélyes, Arács, Rákóc és Morva is. Gyapoy fia volt Pál főispán (1278–1282) dictus Chyz, akinek a neje Pazdich lány volt: tőle származik a Rákócziak törzse.
A Rákóczi család első ismert tagja Balázs apja Mihály 1328-ban tűnik fel Rákóc településen.

## II. Rákóczi Ferenc és Rákóczi Julianna családfája
| Rákóczi Zsigmond                                                                   | Rákóczi Zsigmond                                                                   |                                                                                    |                                                                         | ?                                                                  | ?                                                                  |                                                                    | Zrínyi III. Miklós                                            | Zrínyi III. Miklós                                                                   | Zrínyi III. Miklós                                                                   | Zrínyi III. Miklós                                                                   |                                                                                      | Karlovics Ilona                                                                      | Karlovics Ilona                                                                      | Karlovics Ilona                        |  |
|                                                                                    |                                                                                    |                                                                                    |                                                                         |                                                                    |                                                                    |                                                                    |                                                               |                                                                                      |                                                                                      |                                                                                      |                                                                                      |                                                                                      |                                                                                      |                                        |  |
|                                                                                    |                                                                                    |                                                                                    |                                                                         |                                                                    |                                                                    |                                                                    |                                                               |                                                                                      |                                                                                      |                                                                                      |                                                                                      |                                                                                      |                                                                                      |                                        |  |
| Rákóczi János                                                                      | Rákóczi János                                                                      |                                                                                    |                                                                         | Némethy Sára                                                       | Némethy Sára                                                       |                                                                    | Zrínyi IV. Miklós sz. 1508 † 1566. szeptember 8.              | Zrínyi IV. Miklós sz. 1508 † 1566. szeptember 8.                                     | Zrínyi IV. Miklós sz. 1508 † 1566. szeptember 8.                                     | Zrínyi IV. Miklós sz. 1508 † 1566. szeptember 8.                                     |                                                                                      | Frangepán Katalin † 1561                                                             | Frangepán Katalin † 1561                                                             | Frangepán Katalin † 1561               |  |
|                                                                                    |                                                                                    |                                                                                    |                                                                         |                                                                    |                                                                    |                                                                    |                                                               |                                                                                      |                                                                                      |                                                                                      |                                                                                      |                                                                                      |                                                                                      |                                        |  |
|                                                                                    |                                                                                    |                                                                                    |                                                                         |                                                                    |                                                                    |                                                                    |                                                               |                                                                                      |                                                                                      |                                                                                      |                                                                                      |                                                                                      |                                                                                      |                                        |  |
| Rákóczi Zsigmond sz. 1544, Felsővadász † 1608. december 5., Felsővadász            | Rákóczi Zsigmond sz. 1544, Felsővadász † 1608. december 5., Felsővadász            | Rákóczi Zsigmond sz. 1544, Felsővadász † 1608. december 5., Felsővadász            | Rákóczi Zsigmond sz. 1544, Felsővadász † 1608. december 5., Felsővadász | Gerendi Anna                                                       | Gerendi Anna                                                       | Gerendi Anna                                                       | Zrínyi IV. György sz. 1549. április 13. † 1603. május 4., Vép | Zrínyi IV. György sz. 1549. április 13. † 1603. május 4., Vép                        | Zrínyi IV. György sz. 1549. április 13. † 1603. május 4., Vép                        | Zrínyi IV. György sz. 1549. április 13. † 1603. május 4., Vép                        | Stubenberg Zsófia grófnő                                                             | Stubenberg Zsófia grófnő                                                             | Stubenberg Zsófia grófnő                                                             | Stubenberg Zsófia grófnő               |  |
|                                                                                    |                                                                                    |                                                                                    |                                                                         |                                                                    |                                                                    |                                                                    |                                                               |                                                                                      |                                                                                      |                                                                                      |                                                                                      |                                                                                      |                                                                                      |                                        |  |
|                                                                                    |                                                                                    |                                                                                    |                                                                         |                                                                    |                                                                    |                                                                    |                                                               |                                                                                      |                                                                                      |                                                                                      |                                                                                      |                                                                                      |                                                                                      |                                        |  |
| I. Rákóczi György sz. 1593. június 8., Szerencs † 1648. október 11., Gyulafehérvár | I. Rákóczi György sz. 1593. június 8., Szerencs † 1648. október 11., Gyulafehérvár | I. Rákóczi György sz. 1593. június 8., Szerencs † 1648. október 11., Gyulafehérvár |                                                                         | Lorántffy Zsuzsanna sz. 1600, Ónod † 1660. április 18., Sárospatak | Lorántffy Zsuzsanna sz. 1600, Ónod † 1660. április 18., Sárospatak | Lorántffy Zsuzsanna sz. 1600, Ónod † 1660. április 18., Sárospatak |                                                               | V. Zrínyi György sz. 1599. január 31., Csáktornya † 1626. december 18., Pozsony      | V. Zrínyi György sz. 1599. január 31., Csáktornya † 1626. december 18., Pozsony      | V. Zrínyi György sz. 1599. január 31., Csáktornya † 1626. december 18., Pozsony      |                                                                                      | Rimaszécsi Széchy Magdolna                                                           | Rimaszécsi Széchy Magdolna                                                           | Rimaszécsi Széchy Magdolna             |  |
|                                                                                    |                                                                                    |                                                                                    |                                                                         |                                                                    |                                                                    |                                                                    |                                                               |                                                                                      |                                                                                      |                                                                                      |                                                                                      |                                                                                      |                                                                                      |                                        |  |
|                                                                                    |                                                                                    |                                                                                    |                                                                         |                                                                    |                                                                    |                                                                    |                                                               |                                                                                      |                                                                                      |                                                                                      |                                                                                      |                                                                                      |                                                                                      |                                        |  |
| II. Rákóczi György sz. 1621. január 30., Sárospatak † 1660. június 7, Nagyvárad    | II. Rákóczi György sz. 1621. január 30., Sárospatak † 1660. június 7, Nagyvárad    | II. Rákóczi György sz. 1621. január 30., Sárospatak † 1660. június 7, Nagyvárad    |                                                                         | Báthory Zsófia sz. 1629 † 1680. június 14., Munkács                | Báthory Zsófia sz. 1629 † 1680. június 14., Munkács                | Báthory Zsófia sz. 1629 † 1680. június 14., Munkács                |                                                               | Zrínyi IV. Péter sz. 1621. június 6., Verbovec † 1671. április 30., Bécsújhely       | Zrínyi IV. Péter sz. 1621. június 6., Verbovec † 1671. április 30., Bécsújhely       | Zrínyi IV. Péter sz. 1621. június 6., Verbovec † 1671. április 30., Bécsújhely       |                                                                                      | Frangepán Katalin † 1673. november 16.                                               | Frangepán Katalin † 1673. november 16.                                               | Frangepán Katalin † 1673. november 16. |  |
|                                                                                    |                                                                                    |                                                                                    |                                                                         |                                                                    |                                                                    |                                                                    |                                                               |                                                                                      |                                                                                      |                                                                                      |                                                                                      |                                                                                      |                                                                                      |                                        |  |
|                                                                                    |                                                                                    |                                                                                    |                                                                         |                                                                    |                                                                    |                                                                    |                                                               |                                                                                      |                                                                                      |                                                                                      |                                                                                      |                                                                                      |                                                                                      |                                        |  |
|                                                                                    | I. Rákóczi Ferenc sz. 1645. február 24. † 1676. július 8., Zboró                   | I. Rákóczi Ferenc sz. 1645. február 24. † 1676. július 8., Zboró                   | I. Rákóczi Ferenc sz. 1645. február 24. † 1676. július 8., Zboró        | I. Rákóczi Ferenc sz. 1645. február 24. † 1676. július 8., Zboró   |                                                                    |                                                                    |                                                               | Zrínyi Ilona sz. 1643, Ozaly, Horvátország † 1703. február 18., Nikomédia, Kis-Ázsia | Zrínyi Ilona sz. 1643, Ozaly, Horvátország † 1703. február 18., Nikomédia, Kis-Ázsia | Zrínyi Ilona sz. 1643, Ozaly, Horvátország † 1703. február 18., Nikomédia, Kis-Ázsia | Zrínyi Ilona sz. 1643, Ozaly, Horvátország † 1703. február 18., Nikomédia, Kis-Ázsia | Zrínyi Ilona sz. 1643, Ozaly, Horvátország † 1703. február 18., Nikomédia, Kis-Ázsia | Zrínyi Ilona sz. 1643, Ozaly, Horvátország † 1703. február 18., Nikomédia, Kis-Ázsia |                                        |  |
|                                                                                    |                                                                                    |                                                                                    |                                                                         |                                                                    |                                                                    |                                                                    |                                                               |                                                                                      |                                                                                      |                                                                                      |                                                                                      |                                                                                      |                                                                                      |                                        |  |
|                                                                                    |                                                                                    |                                                                                    |                                                                         |                                                                    |                                                                    |                                                                    |                                                               |                                                                                      |                                                                                      |                                                                                      |                                                                                      |                                                                                      |                                                                                      |                                        |  |
|                                                                                    |                                                                                    |                                                                                    |                                                                         |                                                                    |                                                                    |                                                                    |                                                               |                                                                                      |                                                                                      |                                                                                      |                                                                                      |                                                                                      |                                                                                      |                                        |  |

|  |  |  |  | II. Rákóczi Ferenc sz. 1676. március 27., Borsi † 1735. április 8., Rodostó | II. Rákóczi Ferenc sz. 1676. március 27., Borsi † 1735. április 8., Rodostó |  |  | Rákóczi Julianna sz. 1673. szeptember † 1717 | Rákóczi Julianna sz. 1673. szeptember † 1717 |  |  |  |  |